# Белен (микрорегион)
Белен (порт. Microrregião de Belém) — микрорегион в Бразилии, входит в штат Пара. Составная часть мезорегиона Агломерация Белен. Население составляет 2 142 276 человек (на 2010 год). Площадь — 3129,820 км². Плотность населения — 684,47 чел./км².

## Демография
Согласно сведениям, собранным в ходе переписи 2010 г. Национальным институтом географии и статистики (IBGE), население микрорегиона составляет:
| Полное население                             | Полное население                             | Полное население                             | Полное население                             | 2 142 276 |
| -------------------------------------------- | -------------------------------------------- | -------------------------------------------- | -------------------------------------------- | --------- |
| в том числе:                                 | Городское население                          | 2 030 084                                    | Процент городского населения, %              | 94,76     |
|                                              | Сельское население                           | 112 192                                      | Процент сельского населения, %               | 5,24      |
|                                              | Мужское население                            | 1 024 443                                    | Процент мужского населения, %                | 47,82     |
|                                              | Женское население                            | 1 117 833                                    | Процент женского населения, %                | 52,18     |
| Плотность населения, чел/км²                 | Плотность населения, чел/км²                 | Плотность населения, чел/км²                 | Плотность населения, чел/км²                 | 684,47    |
| Население микрорегиона в % к населению штата | Население микрорегиона в % к населению штата | Население микрорегиона в % к населению штата | Население микрорегиона в % к населению штата | 28,26     |

## Статистика
- Валовой внутренний продукт на 2003 год составляет 10 987 467 603,00 реалов (данные: Бразильский институт географии и статистики).
- Валовой внутренний продукт на душу населения на 2003 год составляет 5411,91 реалов (данные: Бразильский институт географии и статистики).
- Индекс развития человеческого потенциала на 2000 год составляет 0,792 (данные: Программа развития ООН).

## Состав микрорегиона
В составе микрорегиона включены следующие муниципалитеты:
1. Ананиндеуа
2. Баркарена
3. Белен
4. Беневидис
5. Маритуба
6. Санта-Барбара-ду-Пара